# 1418 Fayeta
1418 Fayeta је астероид главног астероидног појаса са пречником од приближно 10,01 .
Афел астероида је на удаљености од 2,698 астрономских јединица (АЈ) од Сунца, а перихел на 1,784 АЈ.
Ексцентрицитет орбите износи 0,203, инклинација (нагиб) орбите у односу на раван еклиптике 7,197 степени, а орбитални период износи 1225,792 дана (3,356 године).
Апсолутна магнитуда астероида је 12,09 а геометријски албедо 0,257.
Астероид је откривен 22. септембра 1903. године.